# 大石眞行
大石 眞行（おおいし しんぎょう、1959年 - ）は、日本の東洋占術家。

## 経歴
1959年生まれ、東京都出身。千葉大学教育学部（教育心理学選修）卒業。10歳より占いにかかわり、以降各種占術を取得、実践。術歴49年。 そのレパートリーは、子平、紫微斗数、東西占星術、方鑑、奇門遁甲、六壬、周易、断易、河洛理数、地理風水、人相、手相、など東洋占術を中心に多方面に広がる。 単なる気休めのアドバイスではない、実生活に使える等身大の神秘学として「玄学」を提唱、各種占術の教授・鑑定を行っている。
2014年8月8日より、錦鯉の長谷川雅紀と「うらない君とうれない君」という番組をYoutubeに毎日アップロードしている。

## 主な出演番組
＜ラジオ＞
| JFN 『スクール９ サンドウィッチマン』 | 2009年9月 9日ＯＡ  |
| JFN 『OH! HAPPY MORNING』             | 2009年9月21日ＯＡ  |
| 〃                                    | 2009年9月22日ＯＡ  |
| 〃                                    | 2009年9月23日ＯＡ  |
| JFN 『スクール９ ザ・パンチ』         | 2009年10月26日ＯＡ |
| JFN 『スクール９ ダイノジ』           | 2009年10月27日ＯＡ |
| JFN 『スクール９ サンドウィッチマン』 | 2009年10月28日ＯＡ |
| JFN 『スクール９ トータルテンボス』   | 2009年10月29日ＯＡ |
| NACK5 『Oh!JaMa』                     | 2009年12月ＯＡ     |
| Ｊ－ＷＡＶＥ『ＰＬＡＴＯＮ』          | 2009年12月29日ＯＡ |
| 文化放送『寺島尚正ラジオパンチ』      | 2010年6月4日ＯＡ   |

＜テレビ＞
ＴＢＳ 『ツボ娘』 2010年5月ＯＡ ＭＸテレビ 『５時に夢中！』2010年4月ＯＡ 
関西テレビ『村上マヨネーズのツッコませて頂きます！』2016年2月26日OA
フジテレビ『禁断の裏側』2013年3月26日
＜その他＞
『あっ！とおどろくAKIBA NOW』2011年8月5日OA
『MARiAのすっぴんナイト最終回スペシャルーーー！』2012年7月29日OA

## 著書
- 開運風水暦〈96年版〉（扶桑社、1995年11月 ISBN 978-4594018481）
- 開運 風水暦―中国明朝欽定〈97年版〉（扶桑社、1996年11月 ISBN 978-4594021160）
- 驚異の一致!風水が予言していた大事件・大事故 (竹書房、1999年12月 ISBN 978-4812405765)
- 開運風水暦〈2002年版〉（扶桑社、2001年10月 ISBN 978-4594032685）
- はじめてでもよくわかる! 四柱推命 (説話社占い選書7) （説話社、2016年7月 ISBN 978-4906828241）
- #(ハッシュタグ)運勢コスパ 効率よく運を上げる50の裏ワザ（説話社、2018年11月 ISBN 978-4906828494）